# Svenska slakteri- och charkuteriarbetareförbundet
Svenska slakteri- och charkuteriarbetareförbundet var ett svenskt fackförbund inom Landsorganisationen (LO) som bildades 1904. Det upphörde då det tillsammans med Svenska bageri- och konditoriindustriarbetareförbundet bildade Svenska livsmedelsarbetareförbundet. 

## Historia
- 1895 bildades Stockholms slakteri- och charkuteriarbetarefackförening, som var den första inom yrket. De följande åren bildades flera andra fackföreningar, framför allt i södra Sverige.
- 1903 sammankallade Malmö slakteri- och charkuteriarbetarefackförening en konferens med representanter för nio fackföreningar med totalt 317 medlemmar. En kommitté utsågs som förberedde en konstituerande kongress.
- 1904 bildades Svenska slakteri- och charkuteriarbetareförbundet på en kongress i Malmö.
- 1908 inrättades en arbetslöshets- och reshjälpskassa. Förbundet hade detta år 22 avdelningar med 688 medlemmar.
- 1909 deltog förbundet i storstrejken trots att man ännu inte blivit medlem i LO. Efter strejken återstod 19 avdelningar med endast 321 medlemmar.
- 1922 sammanslogs förbundet med Svenska bageri- och konditoriindustriarbetareförbundet och de bildade Svenska livsmedelsarbetareförbundet.